# Медді Масселмен
Медді Масселмен (англ. Madeline Musselman, нар. 16 червня 1996, Ньюпорт-Біч, Каліфорнія, США) — американська ватерполістка, олімпійська чемпіонка 2016 року, дворазова чемпіонка світу.

## Виступи на Олімпіадах
| Олімпіада           | Дисципліна | Місце |
| ------------------- | ---------- | ----- |
| Ріо-де-Жанейро 2016 | водне поло | 1     |
| Токіо 2020          | водне поло | 1     |